# Adam Brody
Adam Jared Brody (San Diego, 15 de diciembre de 1979), más conocido como Adam Brody, es un actor estadounidense de televisión y cine, y músico a tiempo parcial. Comenzó su carrera en 1995. Más tarde, apareció en Gilmore Girls y otras series, y posteriormente llegó a la fama por su papel en The O.C., donde interpretaba al personaje de Seth Cohen. Brody más tarde ha representado varios papeles en el cine, entre otras, en las películas Sr. y Sra. Smith, Thank You for Smoking, Jennifer's Body, In the Land of Women, Cop Out.

## Biografía
Creció en San Diego, hijo mayor de Valerie, una artista gráfica, y Mark Brody, un abogado. Sus padres, ambos judíos, son originarios de Detroit, Míchigan. Tiene dos hermanos gemelos más pequeños, Sean y Matt. Brody. Fue a Wangenheim Middle School y Scripps Ranch High School y se crio en los suburbios de San Diego. Brody asistió al colegio universitario por un año, pero lo dejó a los diecinueve. En 1999 se trasladó a Los Ángeles, donde tomó clases de Arte dramático y firmó un contrato con un agente.

## Carrera

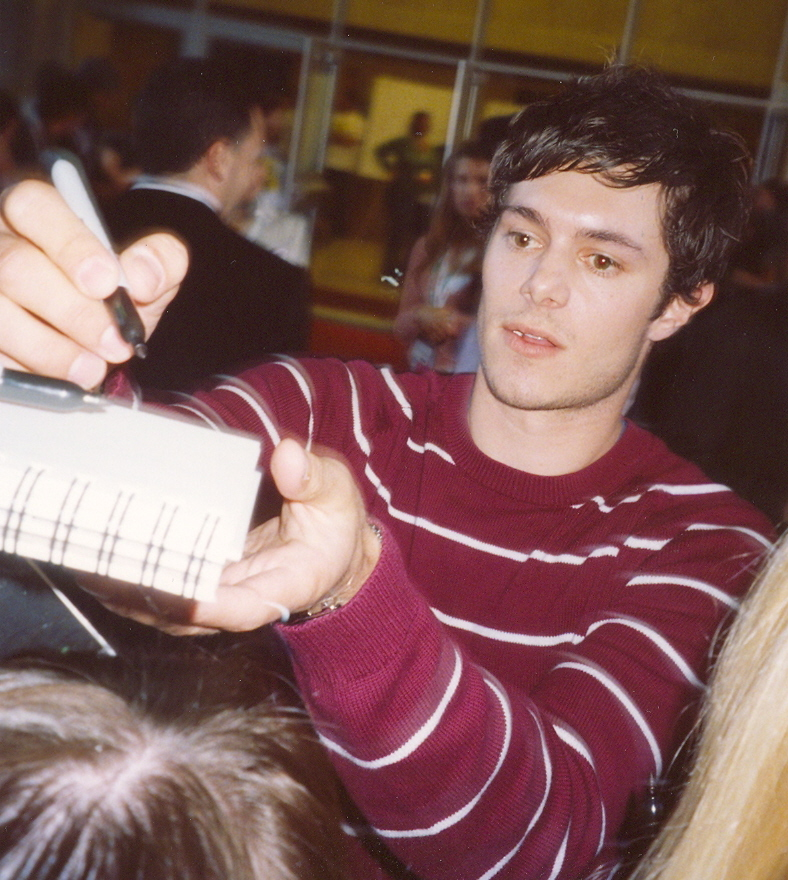
Adam Brody en 2005

Después de un año de entrenamiento y audiciones, Brody obtuvo el papel de Barry Williams en la película para televisión Growing up Brady (2000) y también papeles secundarios en la serie de televisión canadiense The Sausage Factory o en Gilmore Girls. En este último sus participaciones fueron durante 2002-2003 como Dave Rygalski, compañero de banda y el interés amoroso de Lane antes de que se marchara de viaje para ir a California. En 2001, interpretó un pequeño papel en American Pie 2, donde lo calificaban de "chico del instituto". Su aparición es solo por un par de minutos.
En 2003 su vida cambió cuando empezó a interpretar su papel más conocido hasta la actualidad: Seth Cohen, un joven de diecisiete años, un fan de los cómics, el cine, la ciencia ficción algo marginado en su instituto por muchas personas en The O.C.. Brody improvisó algunas líneas de diálogo cómico del personaje. El papel lo convirtió en un ídolo de los más jóvenes, con el carácter que ha sido descrito por el diario Los Angeles Times como "el friqui más sexy de la televisión". El programa fue cancelado finalmente en 2007 y terminó su emisión en febrero de ese año. Brody ha dicho que "no estaba triste" por la cancelación del programa, ya que, a pesar de que tenía "suerte" de estar en una serie exitosa, él también se alegraba de "no estar en ella durante 10 años".
En 2003, Brody escribió Home Security, un cortometraje, apareció en la película Grind como Dustin Knight y también en un video musical de una canción llamada "Too Bad About Your Girl" de la banda femenina de hard rock, The Donnas. En 2005 apareció como Benjamin Danz en Sr. y Sra. Smith, junto al matrimonio Jolie-Pitt. Desempeñó un asistente de estudio de Hollywood en la adaptación cinematográfica de 2006 Thank You for Smoking.

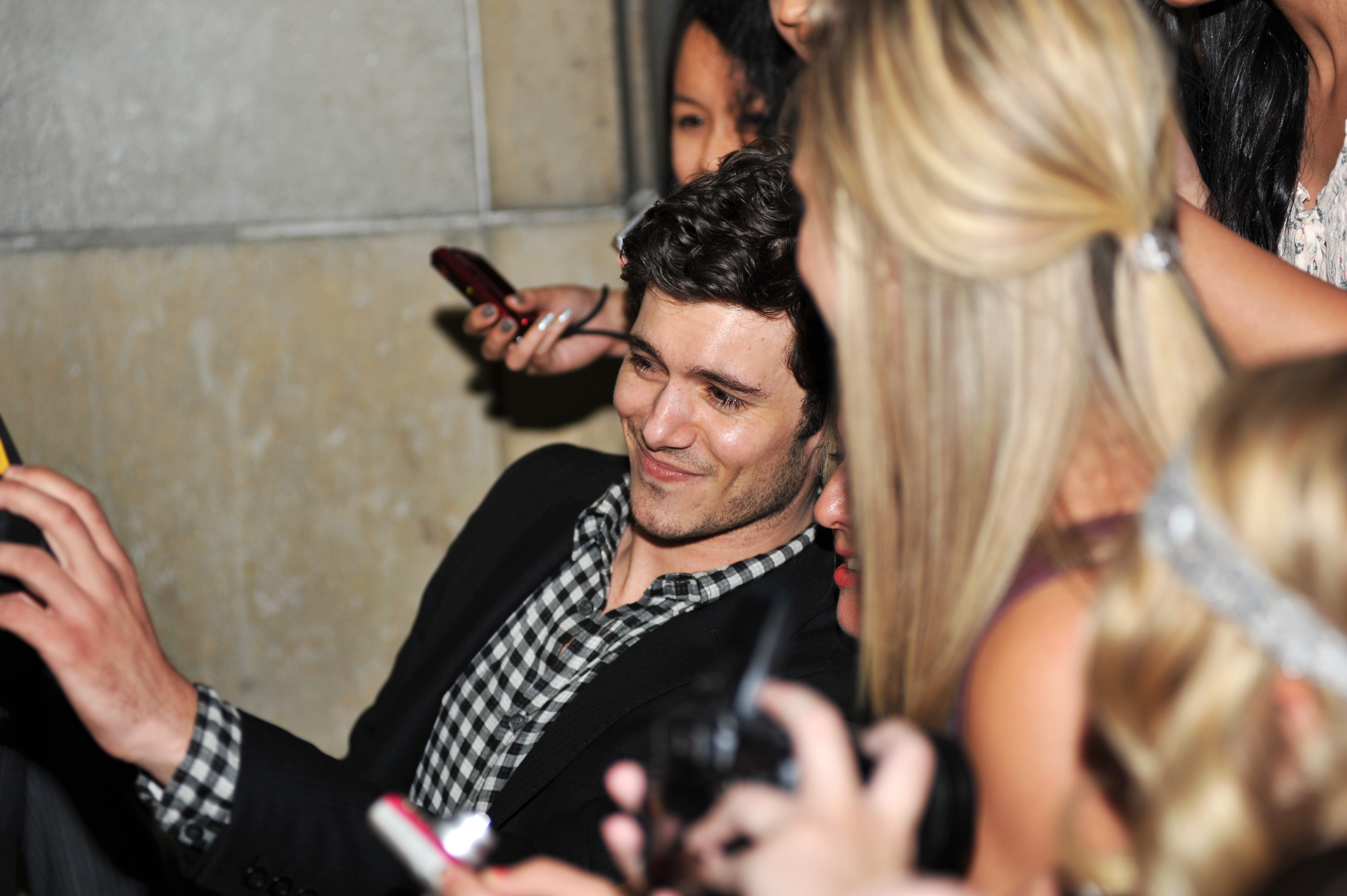
Adam Brody en el Festival de Cine de Toronto en 2009

Su siguiente película fue In the Land of Women, una comedia romántica coprotagonizada por Meg Ryan y Kristen Stewart estrenada el 20 de abril de 2007. En la película, Brody interpreta el papel principal, un escritor que vuelve a Míchigan ciudad natal de su madre con el fin de cuidar a su abuela enferma. Brody no tuvo que audicionar para el papel, pero era casi incapaz de aparecer en la película debido a conflictos de programación con la segunda temporada de The O.C.. El mismo año, Brody también apareció en papeles secundarios en las películas de menor presupuesto Smiley Face, interpretando un traficante de marihuana, y The Ten, como un paracaidista. También apareció en el episodio de Smallville "Crush" como invitado.
Brody, junto con el actor Zac Efron, estaba en consideración para el papel principal en la película Speed Racer, un papel que con el tiempo se le dio a Emile Hirsch. Brody también tuvo en cuenta para producir una adaptación de Revenge of the Nerds, que fue cancelado temprano durante el rodaje.
En 2009 interpretó el personaje de Nikolai Wolf, el vocalista y guitarrista de Low shoulder, en la película protagonizada por Megan Fox, Jennifer's Body. Además co- protagonizó junto a Josh Lucas en el drama de Boaz Yakin, Death in Love. En 2010, apareció en la película de Kevin Smith, Cop Out, que se rodó en Nueva York y fue coprotagonizada por Bruce Willis y Tracy Morgan y luego en The Romantics junto a Katie Holmes y Josh Duhamel.
El 1 de julio de 2010 fue anunciado que Brody obtuvo el papel del detective Hoss en Scream 4 (2011) junto a David Arquette, Courteney Cox y Hayden Panettiere. La película se estrenó en abril de 2011. Ese mismo año, Brody presto su voz al personaje Woodie en la serie animada Good Vibes de la MTV. Además Brody apareció en The Oranges (2011) junto a Leighton Meester y Hugh Laurie. En enero de 2012, se anunció que se había unido al elenco de Lovelace, una película biográfica sobre la estrella porno Linda Lovelace a finales de los 70. Fue dirigida por Rob Epstein y Jeffrey Friedman y coprotagonizadas por Amanda Seyfried y Demi Moore. Brody interpreta a Harry Reems. En 2014, se prevé el estreno de Life Partners. En esta película Adam se vuelve a reunir con su actual esposa, Leighton Meester. La filmación tuvo lugar en abril de 2013. Después de varios años de ausencia en el cine, regresó en el 2019 a la gran pantalla interpretando a la versión heroica y mayor de Freddy en la exitosa película de DC Shazam.

## Vida privada
Brody es integrante de la banda musical de indie rock, Big Japan, es baterista del grupo. En la banda también se encuentra el actor Bret Harrison.
Escribe guiones y canciones durante su tiempo libre y ha coescrito, junto con Danny Bilson y Paul DiMeo, una miniserie de cómics de Wildstorm Comics llamada Red Menace. Brody también se ha ofrecido como un actor con el programa de los jóvenes narradores, que se dedica al desarrollo de la alfabetización, la expresión personal y la autoestima en los niños de escuela primaria.

### Relaciones
Mantuvo una relación con su coprotagonista de The O.C., Rachel Bilson por tres años, hasta diciembre de 2006.
Desde 2012 mantiene una relación con la actriz Leighton Meester. En noviembre de 2013, Brody y la actriz se comprometieron después de un año de noviazgo y se casaron el 14 de febrero de 2014 en una ceremonia privada con familiares y amigos cercanos. La pareja reside en Los Ángeles. El 4 de agosto de 2015, Meester y Brody tuvieron su primera hija, Arlo Day Brody. En abril de 2020, la pareja confirmó que esperaban su segundo hijo, un varón, el cual nació en agosto de ese año.

## Filmografía

### Cine
| Año  | Título                                    | Personaje                               | Notas        |
| ---- | ----------------------------------------- | --------------------------------------- | ------------ |
| 1999 | Random Acts of Violence                   | Estudiante                              |              |
| 2001 | According to Spencer                      | Tommy                                   |              |
| 2001 | American Pie 2                            | Alumno                                  |              |
| 2002 | The Ring                                  | Kellen                                  |              |
| 2003 | Grind                                     | Dustin Knight                           |              |
| 2003 | Home Security                             | Greg                                    | Cortometraje |
| 2003 | Missing Brendan                           | Patrick Calden                          |              |
| 2005 | Mr. & Mrs. Smith                          | Benjamin Danz                           |              |
| 2005 | Thank You for Smoking                     | Jack Bein                               |              |
| 2007 | The Ten                                   | Stephen Montgomery                      |              |
| 2007 | Smiley Face                               | Steve the Dealer                        |              |
| 2007 | In the Land of Women                      | Carter Webb                             |              |
| 2008 | Death in Love                             | Agente de talentos                      |              |
| 2009 | Jennifer's Body                           | Nikolai Wolf                            |              |
| 2010 | The Romantics                             | Jake                                    |              |
| 2010 | Cop Out                                   | Barry Mangold                           |              |
| 2011 | Scream 4                                  | Ross Hoss                               |              |
| 2011 | The Oranges                               | Toby Walling                            |              |
| 2011 | Damsels in Distress                       | Fred Packenstacker / Charlie Walker     |              |
| 2012 | Revenge for Jolly!                        | Danny Fidazzo                           |              |
| 2012 | Seeking a Friend for the End of the World | Owen                                    |              |
| 2013 | Welcome to the jungle                     | Chris                                   |              |
| 2013 | Lovelace                                  | Harry Reems                             |              |
| 2013 | Some Girl(s)                              | El Hombre                               |              |
| 2013 | Baggage Claim                             | Sam                                     |              |
| 2014 | Life Partners                             | Tim                                     |              |
| 2014 | Growing Up and Other Lies                 | Rocks                                   |              |
| 2014 | Think Like a Man Too                      | Isaac                                   |              |
| 2015 | Sleeping with Other People                | Sam                                     |              |
| 2016 | Yoga Hosers                               | Ichabod                                 |              |
| 2017 | CHiPs                                     | Clay Allen                              |              |
| 2017 | Big Bear                                  | Eric                                    |              |
| 2018 | Isabelle                                  | Matt Kane                               |              |
| 2019 | Shazam!                                   | Frederick «Freddy» Freeman / Shazam Jr. |              |
| 2019 | Ready or Not                              | Daniel Le Domas                         |              |
| 2020 | The Kid Detective                         | Abe Applebaum                           |              |
| 2020 | Promising Young Woman                     | Jerry                                   |              |
| 2022 | My Father's Dragon                        | Bob                                     | Voz          |
| 2023 | Shazam! Fury of the Gods                  | Frederick «Freddy» Freeman              |              |
| 2023 | American Fiction                          | Wiley Valdespino                        |              |

### Televisión
| Año       | Título                  | Personaje             | Notas                                      |
| --------- | ----------------------- | --------------------- | ------------------------------------------ |
| 1999      | The Amanda Show         | Greg Brady            | Episodio: «When Brady's Attack»            |
| 2000      | Growing Up Brady        | Barry Williams        | Película de televisión                     |
| 2000      | Undressed               | Lucas                 | 3 episodios                                |
| 2000      | Judging Amy             | Barry «Romeo» Gilmore | Episodio: «Romeo and Juliet Must Die»      |
| 2000      | Go Fish                 | Billy                 | Episodio: «Go Student Council»             |
| 2000      | Family Law              | Noel Johnson          | Episodio: «My Brother's Keeper»            |
| 2000–2001 | Once and Again          | Coop                  | 3 episodios                                |
| 2002      | Smallville              | Justin Gaines         | Episodio: «Crush»                          |
| 2001–2002 | The Sausage Factory     | Zack                  | Protagonista; 13 episodios                 |
| 2002–2003 | Gilmore Girls           | Dave Rygalski         | Rol recurrente (temporada 3)               |
| 2001–2004 | Grounded for Life       | Brian                 | 2 episodios                                |
| 2003–2007 | The O.C.                | Seth Cohen            | Rol principal; 92 episodios                |
| 2006      | The Loop                | Keith                 | Episodio: «The Rusty Trombone»             |
| 2011      | Good Vibes              | Woodie Stone          | Rol principal (voz)                        |
| 2013      | Burning Love            | Max                   | Rol principal (temporada 2)                |
| 2013      | Kroll Show              | Joel Faizon           | Episodio: «Ice Dating»                     |
| 2013      | House of Lies           | Nate Hyatt            | 3 episodios                                |
| 2014      | New Girl                | Berkley               | Episodio: «Exes»                           |
| 2014      | The Cosmopolitans       | Jimmy                 | Episodio piloto                            |
| 2016–2018 | StartUp                 | Nick Talman           | Rol principal; también productor           |
| 2019–2020 | Single Parents          | Derek                 | Rol recurrente; 5 episodios                |
| 2019      | Curfew                  | Max Larssen           | Rol principal; 4 episodios                 |
| 2020      | Mrs. America            | Marc Feigen Fasteau   | Episodio: «Phyllis & Fred & Brenda & Marc» |
| 2022      | Fleishman Is in Trouble | Seth Morris           | Rol principal (miniserie)                  |
| 2024      | Nobody Wants This       | Noah Roklov           | Protagonista; 10 episodios                 |